# Dendrobium simplicicaule
Dendrobium simplicicaule är en orkidéart som beskrevs av Johannes Jacobus Smith. Dendrobium simplicicaule ingår i släktet Dendrobium, och familjen orkidéer. Inga underarter finns listade i Catalogue of Life.